# Scandix pontica
Scandix pontica är en flockblommig växtart som först beskrevs av Friedrich Vierhapper, och fick sitt nu gällande namn av Sergei Sergeevich Stankov. Scandix pontica ingår i släktet nålkörvlar, och familjen flockblommiga växter. Inga underarter finns listade i Catalogue of Life.